# Aphaenogaster sicula
Aphaenogaster sicula är en myrart som beskrevs av Carlo Emery 1908. Aphaenogaster sicula ingår i släktet Aphaenogaster och familjen myror. Inga underarter finns listade i Catalogue of Life.